# Neuburg am Rhein
Neuburg am Rhein település Németországban, Rajna-vidék-Pfalz tartományban. Lakosainak száma 2593 fő (2023. december 31.). Neuburg am Rhein Lauterbourg községgel határos.

## Népesség
A település népességének változása:
| Lakosok száma | 2617 | 2561 | 2569 | 2609 | 2674 | 2593 |
|               | 1975 | 2017 | 2019 | 2021 | 2022 | 2023 |